# 피아지오
피아지오(Piaggio)는 이탈리아의 오토바이 제조사이며 7개 브랜드의 이륜 모터 비클과 컴팩트 상용차량들을 생산한다: 베스파, 질레라, 아프릴리아, 모터 구찌, 데르비, 스카라베오. 본사는 이탈리아 폰테데라에 있다.
피아지오의 자회사들은 2014년 기준으로 직원 수는 총 7,053명, 차량 수는 총 519,700대이다. 7곳의 R&D 센터를 보유하고 있으며 50개국 이상에 진출해 있다.

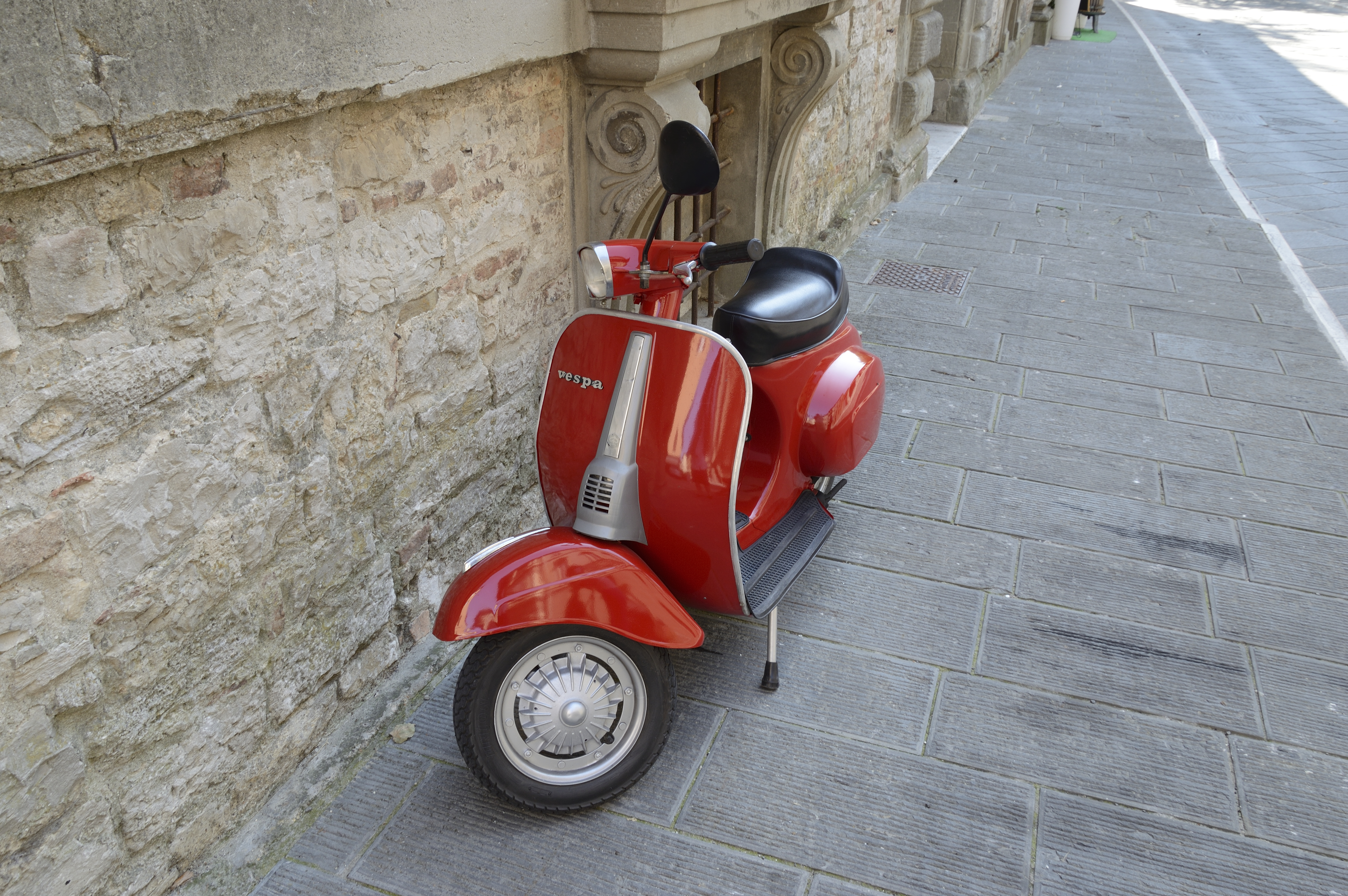
토디 거리의 베스파
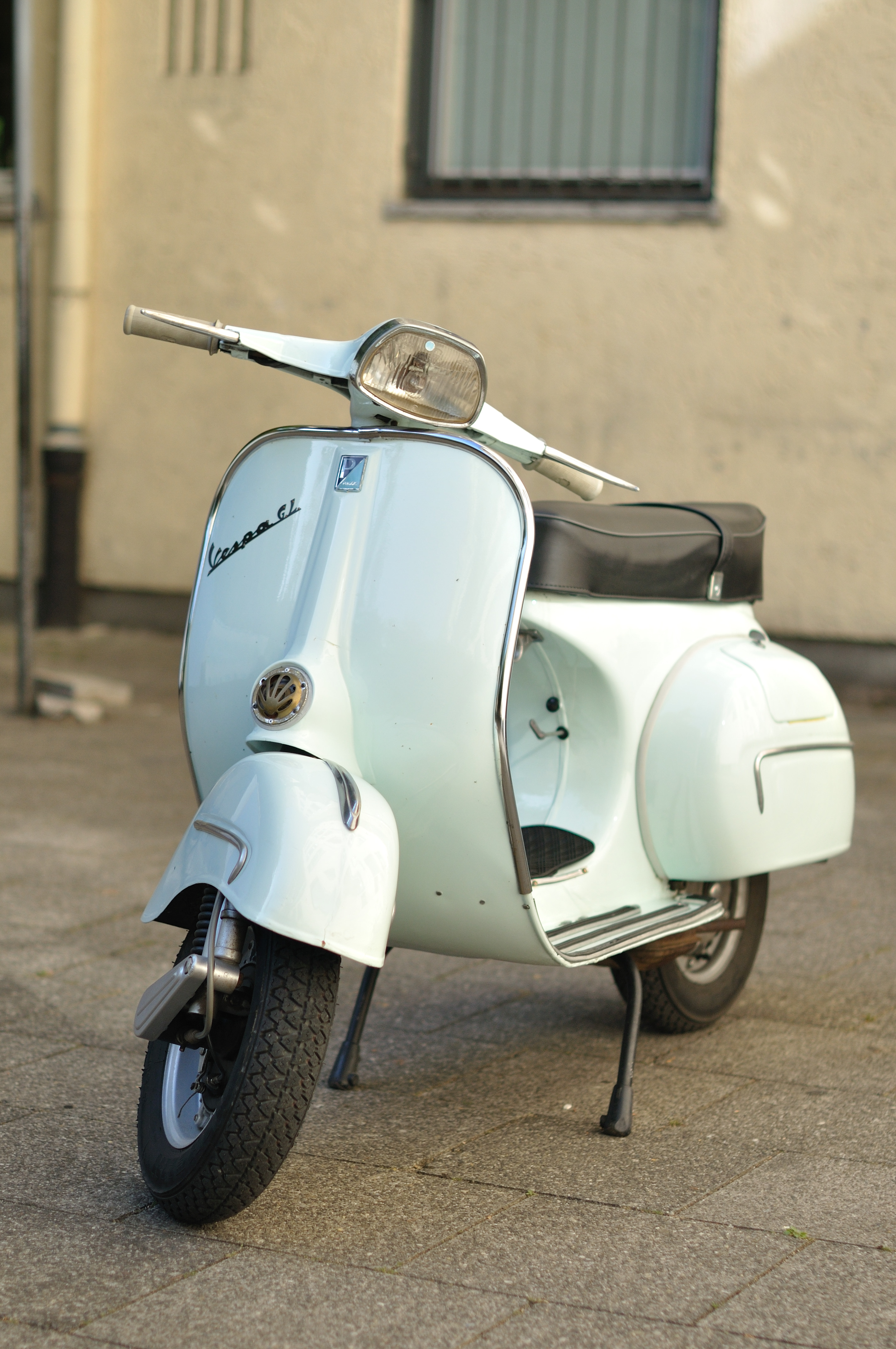
1962년 베스타 150 GL
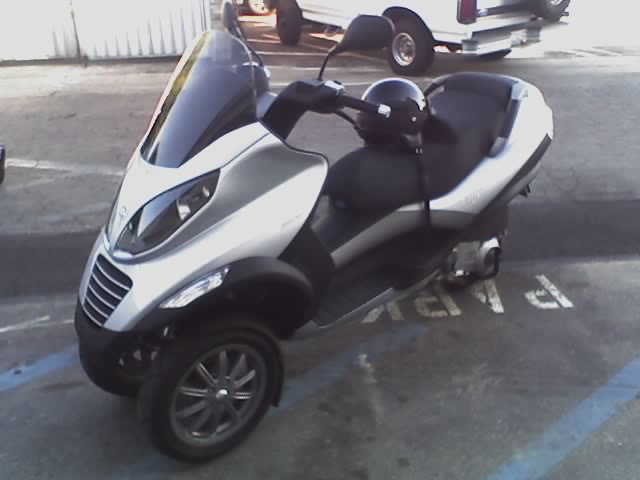
피아지오 MP3 삼륜 스쿠터
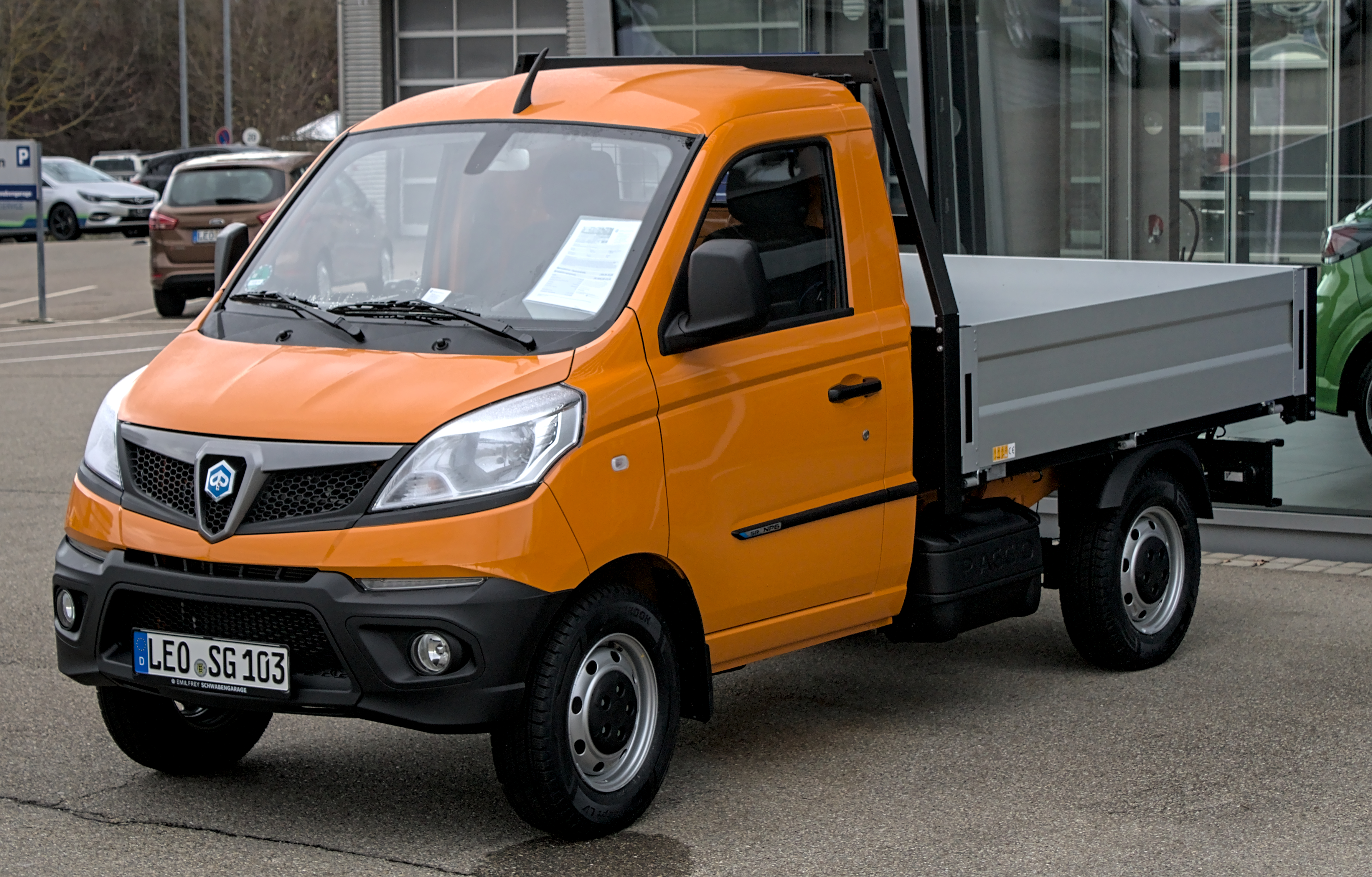
피아지오 포터 NP6